# タイプII超弦理論
タイプII超弦理論（タイプ2ちょうげんりろん、英語：type II superstring theory）とは、10次元時空において定義される5種類の超弦理論のうちの2つ(タイプIIA、タイプIIB)のことである。この2つの理論は、ともに最大の超対称性(32の超対称性チャージ)を持っている。これらはともに向き付けのある閉じた弦の理論であるが、世界面上でのGSO射影の課し方による違いがある。

## タイプIIA超弦理論
タイプIIA超弦理論の低エネルギー有効理論は10次元タイプIIA超重力理論である。この理論は、10次元での {\displaystyle {\mathcal {N}}=(1,1)} の超対称性をもつノンカイラル(スピンの右巻き成分と左巻き成分が対称)な理論であり、アノマリーは存在しない。
1990年代にウィッテンは、ダフやタウンゼントらの仕事を元に、タイプIIA超弦理論の強結合極限がM理論と呼ばれる新しい11次元の理論になることを示した。

## タイプIIB超弦理論
タイプIIB超弦理論の低エネルギー有効理論は10次元タイプIIB超重力理論である。この理論は、10次元での {\displaystyle {\mathcal {N}}=(2,0)} の超対称性をもつカイラル(スピンの右巻き成分と左巻き成分が非対称)な理論である。アノマリーは非自明に相殺されている。
1990年代に、理論の結合定数 g のタイプIIB超弦理論は 結合定数が 1/g の同じ理論と等価であることが示された。この等価性はS双対性と呼ばれる。
タイプIIB超弦理論のオリエンティフォルドはタイプI超弦理論となる。

## タイプII超弦理論の相互の関係
1980年代に、タイプIIA超弦理論とタイプIIB超弦理論はT双対性により関係づけられることが示されている。